# Sjundeå träkyrka
Sjundeå träkyrka (finska: Siuntion puukirkko) var en luthersk kyrka som byggdes på 1600-talet för att undervisa och allmänbilda den finskspråkiga befolkningen i Sjundeå i Finland och för att kunna fira finskspråkiga och svenskspråkiga gudstjänster i socken samtidigt.
Under Per Brahe den yngres generalguvernörstid var det inte ovanligt att bygga mindre träkyrkor bredvid huvudkyrkor för finskspråkiga gudstjänster i Finland. Sjundeå träkyrka såldes på auktion på 1800-talet och revs eftersom kyrkan användes inte längre mycket. Antagligen finns det inga fotografier kvar av kyrkan. Kyrkan låg vid den medeltida S:t Petri kyrka ett stycke från östra gavelmuren av den gamla kyrkan samt strax utanför kyrkogårdsmuren.

## Arkitektur och interiör

### Arkitektur
Sjundeå träkyrka var relativt stor och bestod av en rektangelformig byggnad av stockar. Väggarna stöddes av en stockkista på vardera långväggen. Framför ingången i väster fanns ett litet vapenhus. Möjligen var det branta åstaket försett med ett torn eller en takryttare. Det fanns två fönster på vardera långväggarna samt ett korfönster i öster. Det inre var täckt med ett trebrutet tak av bräder och i likhet med det yttre, mycket enkelt.

### Interiör
Vid de omfattande reparationerna av huvudkyrkan, Sjundeå S:t Petri kyrka, blev träkyrkan ofta ihågkommen med äldre värdefulla inventarier. Så flyttades till exempel den gamla 1600-talets predikstol och den gamla altartavlan delad i tre bilder i träkyrkan. Nuförtiden finns det delar av den gamla predikstolen framme i Sjundeå S:t Petri kyrka.

## Kyrkans fall
År 1824 blev Sjundeå träkyrka underhållen i närmare 200 år. Då väcktes frågan om kyrkans undanskaffande och försäljning. Först år 1881 fattades emellertid beslutet att sälja kyrkan på offentlig auktion. Ägaren av Finnäs i Bolsta by, Johan Malm, inropade byggnaden för 400 mk. Av virket uppfördes ett hus och en kvarn vid Passila fors. Kvarnen förstördes senare av eld.
Försäljning av träkyrkan kan förklaras med att man hade fått en orgel i huvudkyrkan redan vid 1700-talets slut vilket lockade också finskspråkiga församlingsmedlemmar att gå till huvudkyrkan. Den finskspråkiga befolkningen hade också sammansmält med den svenskspråkiga befolkningen vilket minskade behovet av en separat kyrka för finskspråkiga gudstjänster.